# Хэмметт, Кирк
Кирк Ли Хэмметт (англ. Kirk Lee Hammett; 18 ноября 1962, Сан-Франциско, Калифорния, США) — американский гитарист. Наиболее известен как соло-гитарист группы Metallica. Занимал 11-е место в списке величайших гитаристов всех времён по версии журнала Rolling Stone (в переизданном списке 2011 года его уже нет). Был учеником гитарного виртуоза Джо Сатриани.

## Биография
Родился 18 ноября 1962 года в Сан-Франциско. Его отец был ирландским моряком, а мать приезжей из Филиппин. Хэмметт окончил 11 классов в школе De Anza в городе Ричмонд в Калифорнии. У него есть старший брат Рик и младшая сестра Тони.
Будучи ребёнком, Хэмметт проявлял большой интерес к музыкальной коллекции своего брата, который значительно повлиял на его решение заниматься гитарой. В возрасте 15 лет приобрёл свою первую электрогитару на деньги, заработанные в Бургер Кинге. Хэмметт рос под влиянием таких групп, как Led Zeppelin, Black Sabbath, Deep Purple, Status Quo, The Rolling Stones, Jimi Hendrix, Scorpions, UFO. Наибольшее влияние на его творчество оказал Джими Хендрикс.

### Exodus (1980—1983)
В 1980 году Хэмметт вместе с Томом Хантингом, Тимом Агнелло и Карлтоном Нельсоном основали группу Exodus и одни из первых начали играть трэш-метал.

### Metallica (с 1983)
В 1983 году на Кирка Хэмметта обратила внимание тогда ещё молодая группа Metallica, предложив тому занять место соло-гитариста, сменив на посту Дэйва Мастейна. Таким образом, с 1983 года Хэмметт является ведущим гитаристом Metallica.

### The Wedding Band
В 2019 году совместно с Робертом Трухильо Хэмметт основал сайд-проект The Wedding Band после того, как был приглашён сыграть на свадьбе.

## Личная жизнь

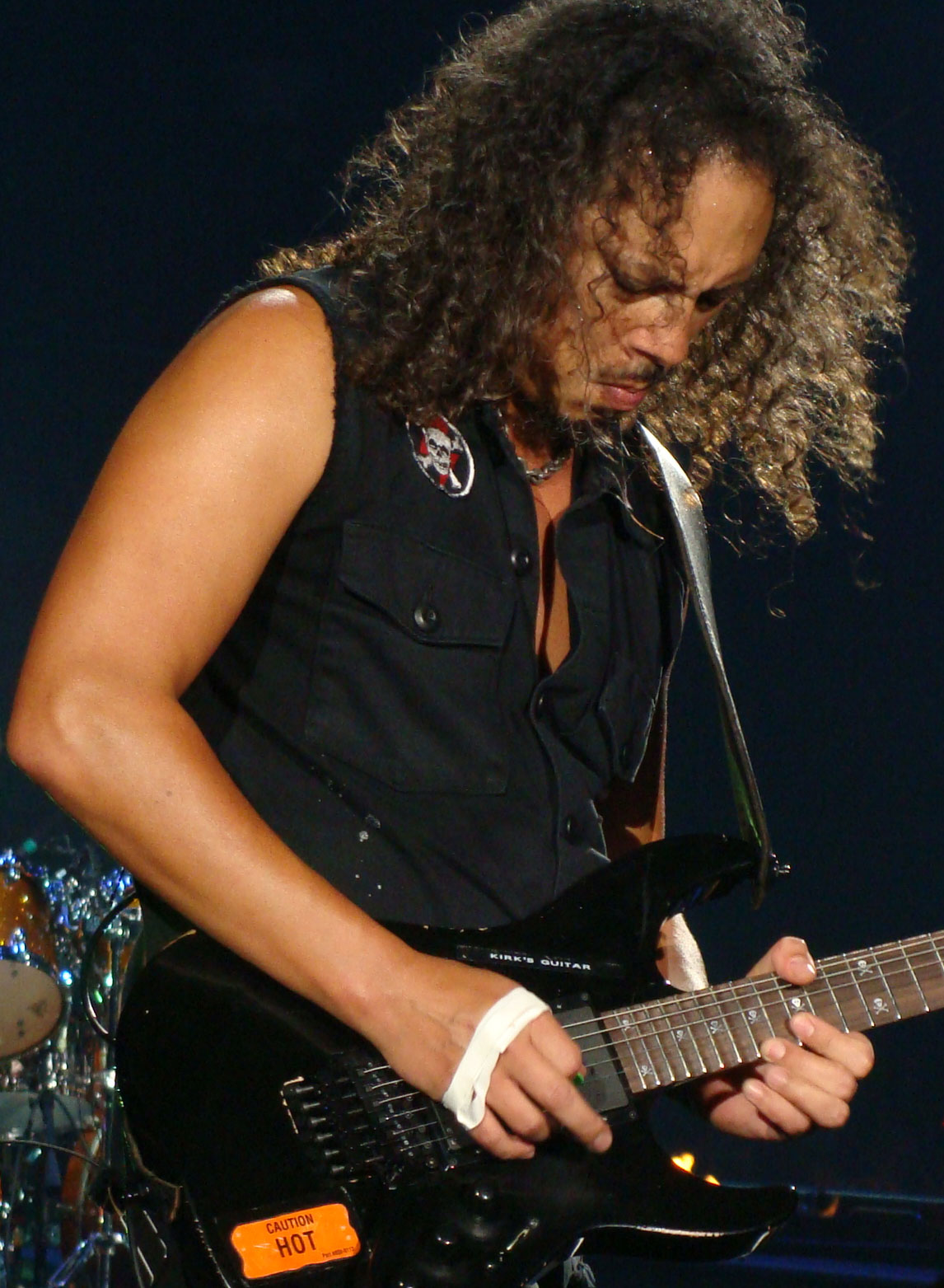
Кирк Хэмметт в 2009 году

Хэмметт был женат дважды. Первый брак с Ребеккой продлился два года и окончился в 1990 году, во время написания «Black Album». Проживает в Сан-Франциско вместе со своей женой Лани (с 31 января 1998 года по 2020 год) и двумя сыновьями — Энджелом и Энзо.
Хэмметт увлекается сёрфингом, кулинарией, археологией, пирсингом, автомобилями и коллекционированием фильмов ужасов. Также известно, что он вегетарианец.
Любит слушать музыку UFO, Black Sabbath, Deep Purple, Led Zeppelin, Джо Сатриани, Warren Haynes, Adrian Belew, Фредди Кинга, Buddy Guy, Джими Хендрикса, Kiss, Santana.
Страдает синдромом дефицита внимания (не в гиперактивной форме). Также страдает от ОКР.
1 октября 2012 вышла первая книга Хэмметта Too Much Horror Business (коллекция фото, детализирующих пожизненную любовь к фильмам о монстрах и предметах ужаса).

### Аксессуары
- Струны Ernie Ball «Power Slinky» (.11-.48) для гитар с мензурой 24.75 и Ernie Ball «Regular Slinky» (.10-.46) для гитар с мензурой 25.5[8]
- Медиаторы Jim Dunlop Jazz III Kirk Hammett
- Ремни Levy’s Custom
- Тюнер Peterson Strobe 420

## Дискография
Death Angel
- Kill as One (Demo)

Headbanged
- Metal Militia (Demo)

Exodus
- 1982 Demo
- Blood In, Blood Out

Metallica
- Kill ’Em All
- Ride the Lightning
- Master of Puppets
- …And Justice for All
- Metallica
- Load
- ReLoad
- Garage Inc.
- St. Anger
- Death Magnetic
- Lulu
- Beyond Magnetic
- Through the Never
- Hardwired... To Self-Destruct
- 72 Seasons

 Сольно 
- Portals